# When I Start To (Break It All Down)
„When I Start To „ – pierwszy singel brytyjskiego duetu Erasure z czternastego albumu studyjnego Tomorrow’s World

## Lista utworów
1. When I Start To (Break It All Down)” - 3:34
2. Tomorrow’s World” - 4:18
3. When I Start To (Break It All Down)” (Steve Smart & Westfunk Main Room Mix Edit) - 4:23
4. When I Start To (Break It All Down)” (Kris Menace Remix) - 5:24
5. When I Start To (Break It All Down)” (Little Loud Remix) - 4:36

CD Single (Promo)
1. When I Start To (Break It All Down)” (Radio Edit) - 3:35
2. When I Start To (Break It All Down)” (Album Version) - 3:45
3. When I Start To (Break It All Down)” (Steve Smart & Westfunk Edit) - 4:20
4. When I Start To (Break It All Down)” (Steve Smart & Westfunk Mix) - 6:18
5. When I Start To (Break It All Down)” (Steve Smart & Westfunk Dub) - 6:18
6. When I Start To (Break It All Down)” (Kris Menace Remix) - 5:11
7. When I Start To (Break It All Down)” (Kris Menace Club Remix) - 5:22
8. When I Start To (Break It All Down)” (Kris Menace Instrumental) - 3:31
9. When I Start To (Break It All Down)” (Little Loud Remix) - 4:36
10. When I Start To (Break It All Down)” (Frankmusik Remix) - 4:58
11. Tomorrow’s World” - 4:15